# BOYS AND MEN
BOYS AND MEN（英語：ボーイズ アンド メン）是由出身或現居於日本東海地區的成員所組成的日本男子藝人、演員、地方偶像團體。簡稱ボイメン，簡寫為BM。隸屬於演藝事務所FORTUNE ENTERTAINMENT INC.（フォーチュンエンターテイメント）。
2010年正式結成，成立初期以表現歌唱、舞蹈、演戲為主軸的音樂劇定期公演起家，陸續跨足電視、廣播節目及各式活動的演出，現在是以名古屋為主要活動據點的團體。

## 簡歷
雖然現今以名古屋為主要活動據點，但最初是東京的藝能事務所FORTUNE ENTERTAINMENT INC.（後將總公司遷移名古屋）認為「名古屋男性藝人相當罕見」而提出的團隊打造企劃。以「確立名古屋藝人根基」與「創立名古屋文化藝術品牌」為概念，和女性雜技團Primavera（女性イリュージョンユニット・プリマベーラ）企劃連動，同步推出了「替名古屋帶來元氣」的偶像打造企劃「NAGOYA DREAM PROJECT」。名古屋電視台於2010年7～9月間播放了名為「IKEMEN☆NAGOYA」的電視節目，而自節目連動徵選會「IKEMEN PROJECT」中正式誕生的團隊便是後來的BOYS AND MEN。直到同年9月團體名稱正式決定為BOYS AND MEN之前，則是直接沿用節目名稱IKEMEN☆NAGOYA作為對該團的稱呼。
在陸續舉辦了數場小型活動與客串演出後，以2010年11月起公演的音樂劇「STRAIGHT DRIVE!」（ストレートドライブ！）作為起步，正式展開演藝活動。當時和名古屋的女性偶像團體‧SKE48一樣，會於SUNSHINE榮商場內的「SUNSHINE STUDIO」劇場展開定期公演。雖然後期將活動與公演據點移至2012年秋天於矢場町設立的專用劇場「NDP STUDIO」，但該劇場已於2014年9月正式關閉。直至2013年為止，BOYS AND MEN被定位為「不單只是歌唱、舞蹈、演戲，連花式直排輪、魔術秀等表演也全方位涉獵的娛樂集團」。
為了實現「由名古屋進軍全國」的目標，自團體成立初期便陸續有安排於東京、大阪的活動，但所屬事務所也表明了「再怎麼說還是以名古屋為據點，不來名古屋就見不到他們的方針並不會改變」。
由於2011年起公演的原創音樂劇「WHITE★TIGHTS」是一部以不良少年高中生為主角的作品，因此團體本身便從那時開始確立了身著「不良少年風格立領制服」的基本形象。2012年2月14日以單曲「絕讚★不良道」（バリバリ★ヤンキーロード）正式CD出道，團體內部也劃分為「YanKee5」和「誠」兩個不同形象的子團體，增加了不少各自的演出機會。
2013年秋天，出現同時期有兩名成員皆被選為特攝節目主角群的現象。成員之一的小林豐獲得了「假面騎士鎧武」第二男主角的演出機會，而成員之一的辻本達規也被選為地方特攝英雄劇「黄金鯱伝説グランスピアー」男主角。此外，該時期還首次於Zepp Nagoya舉辦了獨立演唱會，以及於電視台播出首部團體中心的帶狀綜藝節目。BOYS AND MEN也以「地方男子偶像團體」的身分，於報章雜誌、網路等媒體平台取得大量曝光度。官方曾正式宣布過該時期的正式成員人數（一期生）為13人。
2014年4月起由東京的製作公司MMJ（Media Mix Japan Co., Ltd.）業務提攜，同年4月作為固定班底演出的電視與廣播節目高達11個（其中3個還是電視劇演出）。而自同年夏天的ボイメン劇團「S」（即為後來的劇團ボイメン）新企畫正式啟動以來，BOYS AND MEN便從此正式劃分為「以歌唱等媒體平台演出的11名成員」，以及「以演戲為中心的劇團成員」。同年名為「BOYS AND MEN 研究生」的二期生團體，藉由公開徵選正式成立並展開活動。2015年春天，東京版BOYS AND MEN「BOYS AND MEN東京」也正式結成。
2015年5月27日，BOYS AND MEN（11人）以Marvelous公司發行的單曲「ARC of Smile!」正式全國出道，並奪下ORICON日本公信榜日榜第3名以及周排第6名的成績。
2016年1月6日，BOYS AND MEN（11人）以日本環球唱片公司發行的單曲「BOYMEN NINJA」奪下ORICON日本公信榜日榜第1名（約8.7萬張）以及週榜第1名（約10.2萬張)的雙冠成績。
2017年1月7日，在日本武道館舉辦演唱會。
2019年1月14日，將在名古屋巨蛋舉行演唱會。

## 成員
成立初期的成員數約有60人以上，年齡層落在國中至25歲出頭間，幅度相當廣。高中生以下的成員稱為「BOYS」，以上則稱為「MEN」。雖然不乏童星或模特兒出身的演藝經驗豐富人士，但大多都沒有歌唱、舞蹈與演戲的經驗。團體成立後，以演技審查與人氣投票等方式，選出能參加舞台演出等活動的成員，大幅削減了成員數。2011年約剩40人，2012年則僅剩20人。
團體正式成立後仍然會不定期舉辦加入新血的徵選會，也有部分成員是被街頭挖角而來。直到2013年公開表明要「招募二期生」為止，在那之前已加入的成員，無論先後順序都被稱為「一期生」。2010年4月召開的第一回徵選會參加者，則是自稱為「初期成員」。
2010年為止加入的成員都有各自的代表號碼（例如小林豊是No.63、辻本達規是No.74等等），雖然曾被作為官方網站的名字記載順序之用，但現今已沒有其他使用此號碼的機會。

### 現任成員
此為官方網站的記載順序。在加入時期欄位帶有☆號的人，代表他是從「IKEMEN☆NAGOYA」便加入的成員。
| 姓名     | 羅馬拼音            | 出生年月日     | 出身地 | 加入時期   | 團體                          | 代表色           | 註解                             |
| -------- | ------------------- | -------------- | ------ | ---------- | ----------------------------- | ---------------- | -------------------------------- |
| 水野勝   | MIZUNO MASARU       | 1990年11月22日 | 愛知県 | 2010年10月 | YanKee5 Blue Crayon           | ■金              | BOYS AND MEN總隊長 兼YanKee5隊長 |
| 田村侑久 | TAMURA YUKIHISA     | 1990年10月17日 | 愛知県 | 2011年4月  | YanKee5 NO IDEA               | ■藍（水色）      | 2013年・2014年 人氣投票第1名     |
| 辻本達規 | TSUJIMOTO TATSUNORI | 1991年5月17日  | 岐阜県 | 2010年9月  | YanKee5 Blue Crayon           | ■赤              |                                  |
| 小林豐   | KOBAYASHI YUTAKA    | 1989年3月19日  | 滋賀県 | 2010年6月☆ | YanKee5                       | ■綠（黃綠）      | 2011年一度團體活動休止           |
| 本田剛文 | HONDA TAKAFUMI      | 1992年11月3日  | 愛知県 | 2011年3月  | 誠 第七學園合唱部             | ■粉紅            | 誠隊長 童星模特兒出身            |
| 勇翔     | YUUHI               | 1993年2月5日   | 長野県 | 2010年10月 | 誠 第七學園合唱部（青髭男爵） | ■深藍（紺）/ ■白 |                                  |
| 平松賢人 | HIRAMATSU KENTO     | 1994年11月14日 | 愛知県 | 2010年6月☆ | 誠 第七學園合唱部             | ■黃              | 原隸屬於CENTRAL JAPAN INC.       |
| 土田拓海 | TSUCHIDA TAKUMI     | 1991年6月15日  | 愛知県 | 2010年6月☆ | 誠 第七學園戲劇部             | ■紫              |                                  |
| 吉原雅斗 | YOSHIHARA MASATO    | 1994年7月22日  | 愛知県 | 2011年3月  | 誠 第七學園合唱部 原屬於劇團S | ■綠（深綠）      |                                  |

### 劇團ボイメン
| 姓名     | 羅馬拼音        | 出生年月日   | 出身地 | 加入時期  | 團體         | 代表色 | 註解                           |
| -------- | --------------- | ------------ | ------ | --------- | ------------ | ------ | ------------------------------ |
| 吉川友真 | YOSHIKAWA YUUMA | 1990年3月9日 | 愛知県 | 2011年4月 | 劇團ボイメン | ■酒紅  | 跟隨迪士尼劇團進行全國巡迴演出 |

### 畢業成員
官方正式稱之為「畢業」的成員
| 姓名     | 羅馬拼音        | 出生年月日    | 出身地 | 加入時期   | 團體            | 代表色  | 畢業時期       |
| -------- | --------------- | ------------- | ------ | ---------- | --------------- | ------- | -------------- |
| 佐伯優斗 | SAEKI YUUTO     | 1991年9月9日  | 愛知県 | 2010年6月☆ | 劇團ボイメン    | ■咖啡色 | 2015年12月     |
| 若菜太喜 | WAKANA TAIKI    | 1992年12月5日 | 愛知県 | 2010年11月 | 誠              | ■橘     | 2016年3月31日  |
| 田中俊介 | TANAKA SHUNSUKE | 1990年1月28日 | 愛知県 | 2010年6月☆ | YanKee5 NO IDEA | ■銀     | 2019年11月30日 |

### 曾經活動暫休止的成員
- 清水天規（SHIMIZU TAKANORI） - 2010年加入☆。屬於TEAM-S。2013年起為了專心於學業而活動休止[38]。後於2015年12月加入研究生。

## 一期生內部子團體
YanKee5
由主演第２部舞台劇「WHITE★TIGHTS」的５位不良少年風格的主角所組成。並於2012年2月以BOYS AND MEN的出道單曲「絕讚★不良道」的表題曲正式CD出道。
- 成員：水野勝(BM總隊長+YanKee5隊長)、田中俊介、田村侑久、辻本達規、小林豐
- 團體形象：不良少年
- 曲風：帥氣、硬派、炒熱氣氛
- 特色：多半會搭配麥克風立架演出

誠
於2012年2月成立（吉原於2013年4月加入）。由於是主打爽朗形象的好青年團體，故誠的單獨活動衣裝並不會採用不良學生風格的立領制服。2012年7月以AB面專輯「不變的Story/READY×READY!」中的「READY×READY!」一曲正式CD出道。並擔任名古屋電視塔的形象宣傳大使。
- 成員：本田剛文(誠隊長)、勇翔、若菜太喜、平松賢人、土田拓海、吉原雅斗
- 團體形象：優等生
- 曲風：清新有活力、追逐夢想
- 特色：舞蹈動作多、較常搭配明亮系輕便服裝、歌唱力超群

NO IDEA
由2013年2月舉辦的第一屆人氣票選中，獲得第一名的田村侑久與獲得第二名的田中俊介所組成的雙人團體。同年5月28日團體名正式定為NO IDEA，同年10月兩人共同主演舞台劇「鍵」。
- 成員：田村侑久、田中俊介
- 代表曲：Stand Up

TEAM-S
2014年秋天加入新成員成為劇團ボイメン。
- 成員：吉川友真、佐伯優斗
- 元成員：河村・小林亮・近藤・ファビオ（以上、BOYS AND MEN脱退）・吉原（加入誠）・清水（暫時脫退，於2015年12月加入研究生）

BLUE CRAYON
由隊長水野勝與辻本達規所組成的漫才組合
- 成員：水野勝，辻本達規

## 其他團體
BOYS AND MEN除了2013年為止被稱為「一期生」的13人之外尚有其他團體。

### 劇團ボイメン（原TEAM-S）
演進：早期為BOYS AND MEN子團體TEAM-S，吉川友真與佐伯優斗也擁有學蘭造型+代表色，和其他11名成員並稱BOYS AND MEN(13人)，後來獨立成為劇團ボイメン，不進行歌唱活動，專念於舞台戲劇公演。吉原雅斗最初也是TEAM-S成員之一，後來加入誠。2015年初劇團ボイメン加入三名新成員榊原雄、水上聖也、千田達也。並於5月黃金週進行了成立後的初次舞台公演‧音樂劇「夢想是可被實現之物」（夢は叶えるもの）。之後，榊原雄、水上聖也、千田達也陸續退出。同年12月發表佐伯畢業、吉川紐約留學，目前為停止活動狀態。
- 成員[45]：吉川友真
- 元成員：榊原雄、水上聖也、千田達也、佐伯優斗
- 特色：完全以舞台表演為活動重心的團隊，偶爾兼任一期生活動的支援人員，研究生有時也會支援劇團的演出。

### BOYS AND MEN 研究生
BOYS AND MEN研究生（ボーイズ・アンド・メンけんきゅうせい）是BOYS AND MEN的師弟團體。略稱為「BOYMEN研究生」。簡寫為BMK。BOYS AND MEN的官方網站中多以「研究生」為其稱呼。與一期生相同都是以高領外套為造型，但和有長版與短版等區分，不良少年氛圍較重的師兄相比，他們穿著的是標準型的學生制服。除了代表色以外更設定了「代表花」。

#### 簡歷（研究生）
以獨立團體開始活動
以獨立團體開始活動
2013年9月1日，以BOYS AND MEN的「二期生候補」為名開放試鏡，藉由通過此次試鏡來組成成員。在13人成員編制以前的BOYS AND MEN相同，有人數的增減、交換等流動，但到了2014年的10月，開始以BOYS AND MEN研究生的名義開設官方部落格，並明確地發表是「9個人的團體」。只是在這之後依舊有成員增減的情形發生（成員退團官方不另行公告）。松田拳士郎曾擔任隊長，松田退出後（約於2015年春天）於2016年9月由寺坂賴我接任隊長的職務。。
CD出道、新成員加入
2015年6月6日，以單曲「Boys Be Brave ～一萬次的勇氣～」出道。。當年7月，組成成員不固定的衍生團體「babyz」。。9月時代替誠就任名古屋電視塔的形象宣傳大使。。並延續一期生繼續在電視塔舉行免費live。12月、因學業而長期停止活動的一期生（初期成員）清水天規加入。。
與東京的匯合、全國流通
2016年的5月～6月之間，BOYS AND MEN東京改組為BOYS AND MEN研究生東京並與研究生彙整。研究生10人加上東京4人組成14人（當時）的團體。此次的改組並無官方正式公告，直接將官方網站及部落格的標示從「東京」改為「研究生東京」。6月，發表將由TEICHIKU ENTERTAINMENT發行的全國單曲於12月販售，其中將由人氣投票的方式選出為其演唱的成員（後於「#人氣投票」表述）。。同年夏天開始，名古屋市港區的購物中心「永旺夢樂城港」內的常設劇場「BM STUDIO」（BAYCITY STUDIO）。9月開始，確定與一期生相同，『BOYMEN世界』在MIDLAND SQUARE2定期公演。9月20日人氣投票結果發表後，與一期生區別開設了官方網站。。全國單曲「咚咚鏘Don't worry」得到了公信榜日榜第1名、週榜第3名的紀錄。
地方版企劃啟動、選拔團體結成
2017年1月，作為BOYS AND MEN的新企劃，發表了將於福岡及長野重新招募研究生並結成衍生組合，其節目於當地的電視台中播出（#後述）。。2月19日舉行首次大型會場的單獨LIVE「BOYS AND MEN研究生LIVE 2017 展翅高飛之章」。。並於此發表將從研究生中選拔出成員組成新全國出道團體。3月20日公布7位成員及團體名「祭nine.」（matsuri nine）
。

#### 成員（BOYS AND MEN研究生）
依官方網站記載順序。
| 姓名 （念法）                     | 出生年月日     | 出身地 | 加入時期            | 代表色 （代表花）  | 團體          | 備註                                        |
| --------------------------------- | -------------- | ------ | ------------------- | ------------------ | ------------- | ------------------------------------------- |
| 寺坂頼我 （Terasaka Raiga）       | 1999年12月26日 | 岐阜縣 | 2014年5月           | ■紅 （玫瑰）       | 祭nine. Babyz | BOYS AND MEN研究生隊長                      |
| 野々田奏 （Nonoda Kanade）        | 2000年1月12日  | 岐阜縣 | 2013年12月          | ■黃 （向日葵）     | 祭nine. Babyz | 父親是薩克斯風演奏家・野野田万照            |
| 清水天規 （Shimizu Takanori）     | 1997年8月25日  | 三重縣 | 2010年6月2015年12月 | ■紫 （洋桔梗）     | Team-S祭nine. | BOYS AND MEN初期成員 前CENTRAL JAPAN 藝人   |
| 中原聰太 （Nakahara Sota）        | 1998年3月8日   | 愛知縣 | 2014年7月           | ■黃綠 （陸蓮花）   |               |                                             |
| 神田陸人 （Kanda Rikuto）         | 1997年11月10日 | 岐阜縣 | 2013年9月           | ■粉紅 （鬱金香）   | 祭nine.       | 姊姊是お掃除ユニット名古屋CLEAR'S的神田理保 |
| 北川せつら （Kitakawa Setsura）   | 1997年10月15日 | 愛知縣 | 2013年12月          | ■青 （大波斯菊）   | Babyz         |                                             |
| 高崎壽希也 （Takasaki Jyukiya）   | 2000年11月1日  | 愛知縣 | 2013年9月           | ■水色 （繡球花）   | 祭nine.       |                                             |
| 米谷恭輔 （Kometani Kyosuke）     | 1997年2月10日  | 愛知縣 | 2014年11月          | ■淡紫 （燕子花）   |               |                                             |
| 三隅一輝 （Misumi Kazuki）        | 2000年6月10日  | 岐阜縣 | 2015年7月           | ■淡粉紅 （撫子花） |               |                                             |
| BOYS AND MEN研究生東京            |                |        |                     |                    |               |                                             |
| 松岡拳紀介 （Matsuoka Kennosuke） | 2000年12月8日  | 東京都 | 2015年1月           | ■白                |               |                                             |
| 横山統威 （Yokoyama Toy）         | 2000年12月13日 | 東京都 | 2015年1月           | ■白 / ■綠          | 祭nine.       |                                             |
| 佐藤匠 （Sato Takumi）            | 1996年5月11日  | 北海道 | 2016年3月           | ■白                |               |                                             |
| 浦上拓也 （Uragami Takuya）       | 1999年9月6日   | 京都府 | 2016年6月           | ■白                | 祭nine.       | 研究生東京（暫定）                          |

'前成員（BOYS AND MEN研究生）
- 松田拳士郎（代表花：燕子花[48]） - 前研究生隊長。
- 五藤椎南（代表花：百合[71]）
  - 上述兩名為企劃開始時（2013年秋）的成員[48][71]、至2015年春季在籍。
- 松尾崇生 - 2014年11月加入[60]。公開活動參加之前即退出。
- 松尾青龍（代表花：非洲菊、代表色：橘） - 2013年12月加入[60]。2016年9月，新設置的官方網站並無刊載，暗示已經退團。

#### 作品（BOYS AND MEN研究生）
無作注記的作品為Fortune Records發售。
單曲
1. Boys Be Brave 〜一萬回の勇気〜（2015年6月6日）
2. SING-ALONG（2015年7月20日） - 「Babyz with BOYS AND MEN研究生」名義
3. 我們的ONE（2016年1月23日）
4. Power Of Dream（2016年6月9日） - 「BOYS AND MEN研究生&研究生東京」名義
5. BASSHAN!!!（2016年7月23日）
6. 咚咚鏘 Don't worry（2016年12月21日）[d]
7. 嗚呼、夢神輿（2017年8月9日）[e] - 「祭nine.」名義

映像作品
- BOYS AND MEN 研究生 夏巡迴2016 BASSHAN!!! LIVEDVD（2016年）
- BOYS AND MEN 研究生 冬巡迴2016-17 香蕉算在點心裡嗎？咚咚鏘高峰會 LIVEDVD(2107年)
- BOYS AND MEN研究生LIVE 2017 展翅高飛之章(2017年)
- 男之修行 in 關島(2017年)

#### 出演（BOYS AND MEN研究生）
只有BOYS AND MEN研究生東京的演出也列入於此。△為一期生出演作品。
綜藝・情報推薦節目
- ボイメンの愛知きしめん家族（2016年8月 - 9月、テレビ愛知）△寺坂・野々田[72]
- 這裡是!名古屋市ボイメン課（2017年4月 - 、テレビ愛知）△[73]
- 稍微一點點Chuun（2017年4月 - 、中京テレビ）祭nine.[74]
- 跳把!增色吧!祭nine.（2017年4月 - 、メ〜テレ）祭nine.[75]

電視劇
- 為何東堂院聖也16歲還交不到女朋友？（2014年10月 - 12月、メ〜テレ）△
- 黃金鯱傳說グランスピアー 新春SP〜邪惡之劍超危機！〜（2015年1月、東海テレビ）△神田・北川・寺坂・野々田[50]
- 本小姐是白鳥麗子 第1集（2016年1月、地方局7局による共同制作）△松岡・横山

單集節目
- Blue Hip〜ボイメン研究生!沒想到是在台灣的夢幻選擇（2016年12月18日、メ〜テレ）清水・寺坂・野々田[76]
- BOYS AND MEN 研究生LIVE 2017 展翅高飛之章（2017年3月26日、テレ朝チャンネル1）[58]

廣播
- ナガオカ×スクランブル（CBCラジオ）
  - ケンキュウ×スクランブル（2015年6月）神田・北川・寺坂・中原・野々田
  - 祭nine.沒有標題！？（2017年4月 - ）祭nine.
- Fortune Radio（2015年8月 - 、エフエム豊橋）△
- ボイメン研究生&おとめボタンのときめきスクール（2016年2月 - 、ぎふチャン）
- 祭nine.的天邊radio（2017年4月 - 、エフエム愛知）祭nine.[77]
- しんちゃんのギリギリトーク（2017年4月 - 、エフエム愛知）[78]

電影
- 我要復仇（2016年）△北川・寺坂・中原・野々田
- 手をつないでかえろうよ〜シャングリラの向こうで〜（2016年）中原・松尾青・松岡[79]
- BOYS AND MEN 〜One For All, All For One〜（2016年）△清水・寺坂・中原・野々田

舞台劇
- 音樂劇「夢想是可被實現之物」（2015年5月）北川・寺坂（與劇團ボイメン共演）[50]
- WHITE★TIGHTS （2016年5月）研究生・研究生トウキョウ（一期生的舞台劇再演）
- なごや万華鏡落語「あさきゆめみし」（2016年10月）△寺坂

其他
- 名古屋電視塔 形象宣傳大使（2015年 - ）
- 24小時電視 捐款行腳隊（2016年、中京テレビ）[80]
- 名古屋PARCO「義理巧克力大賞」宣傳（2017年）[81]

#### 書籍（BOYS AND MEN研究生）
寫真集
- 『BOYS AND MEN 研究生 1st PHOTO BOOK』（2016年9月9日、ぴあ）ISBN 978-4835631578

新聞連載
- 中日體育新聞「Weekly娛樂「要不要來和ボイメン妄想約會？」（2015年1月 - 4月、中日新聞社）[60]

### BOYS AND MEN研究生東京
BOYS AND MEN研究生東京（ボーイズ・アンド・メンけんきゅうせいトウキョウ），是以東京為據點活動、BOYS AND MEN的兄弟團體。如同名稱中的「研究生」，與一期生比起來，更有東京版研究生的意義。略稱「BOYMEN東京」、「研究生東京」等。BOYS AND MEN的官方網站中多以「東京」為其稱呼。是其他團體中唯一沒有一期生的團體。
雖與研究生相同為標準形式的學生服，但東京的外套下增加了領帶。團體全體的代表色為白色，目前尚未決定單獨團員的代表色。。
2014年夏天，以BOYS AND MEN擴大新企劃中的其中之一與劇團BOYMEN同時組成。。2015年1月，組成了6人制的「BOYS AND MEN東京」，並於2月在日本Gaishi Hall的LIVE中首次亮相。。約8月開始除松岡拳紀介及橫山統威以外的成員開始停止活動，與研究生相同，成員的退出等相關事項官方並不會另行公告。。此後半年，松岡與橫山兩人繼續活動。大平勇輝雖任當時的隊長，、但他退出後無人遞補。
2016年6月，經紀公司內所有藝人˙Fortune All Stars的企劃，作為研究生的第4張單曲的「Power Of Dream」中以「BOYMEN研究生&研究生東京」的形式參加並CD出道。發行時期「BOYS AND MEN研究生東京」重新與研究生彙整。從此以實質為相同組合的成員持續活動。

#### 成員（BOYS AND MEN研究生東京）
現任成員
松岡拳紀介・横山統威・佐藤匠・浦上拓也的介紹，請參照#メンバー（BOYS AND MEN研究生）。
前任成員
以下的所有成員皆為「BOYS AND MEN東京」。
- 大平勇輝（前隊長）
- 川﨑翔太
- 木村拓海
- 松本旭平

以下請參照BOYS AND MEN研究生的各項目。
- #作品
- #演出
- #書籍

### 地方版研究生企劃
BOYS AND MEN研究生福岡
2017年1月に計畫始動時發表。RKB毎日放送的帶狀節目中進行海選。
| 姓名 （念法）                  | 出生年月日    | 出身地 | 加入時期 | 團體 | 備註 |
| ------------------------------ | ------------- | ------ | -------- | ---- | ---- |
| 吉田 玲哉 （Yoshida Reiya）    | 2000年1月28日 |        |          |      |      |
| 小辻 庵 （Kotsuji Iori）       | 2005年5月28日 |        |          |      |      |
| 佐伯 孝彦 （Saeki Takahiro）   | 1995年7月16日 |        |          |      |      |
| 田口 恭也 （Taguchi Kyouya）   | 1998年3月5日  |        |          |      |      |
| 武本 悠佑 （Takemoto Yuusuke） | 1998年5月1日  |        |          |      |      |
| 花井 優樹 （Hanai Yuuki）      | 1995年4月21日 |        |          |      |      |
BOYS AND MEN研究生關西
2017年4月接續發表。
| 姓名 （念法）                    | 出生年月日    | 出身地 | 加入時期 | 團體 | 備註 |
| -------------------------------- | ------------- | ------ | -------- | ---- | ---- |
| 髙橋 真佳把 （Takahashi Makaha） | 2001年12月6日 |        |          |      |      |
| 上田 怜苑 （Ueda Reon）          | 2001年11月2日 |        |          |      |      |
| 内海 太一 （Utsumi Taichi）      | 2000年11月6日 |        |          |      |      |
| 大片 凜 （Ookata Rin）           | 1997年2月5日  |        |          |      |      |
| 岡 大和 （Oka Yamato）           | 1998年9月30日 |        |          |      |      |
| 佐伯 龍 （Saeki Ryu）            | 2004年1月16日 |        |          |      |      |
| 内藤 大耀 （Naitou Daiyou）      | 2004年11月7日 |        |          |      |      |
| 村上 直哉 （Murakami Naoya）     | 2003年3月7日  |        |          |      |      |
BOYS AND MEN研究生名古屋
| 姓名 （念法）                   | 出生年月日    | 出身地 | 加入時期 | 團體 | 備註 |
| ------------------------------- | ------------- | ------ | -------- | ---- | ---- |
| 古川 流唯 （Furukawa Rui）      | 2002年8月4日  |        |          |      |      |
| 石田 侑也 （Ishida Yuuya）      | 2003年4月24日 |        |          |      |      |
| 篠ヶ谷 歩夢 （Shinogaya Ayumu） | 2001年7月24日 |        |          |      |      |
| 鈴木 政宗 （Suzuki Masamune）   | 2000年4月9日  |        |          |      |      |
| 橋本 岳龍 （Hashimoto Takeru）  | 2001年7月22日 |        |          |      |      |
BOYS AND MEN研究生東京
| 姓名 （念法）                   | 出生年月日    | 出身地 | 加入時期 | 團體 | 備註 |
| ------------------------------- | ------------- | ------ | -------- | ---- | ---- |
| 高垣 博之 （Takagaki Hiroyuki） | 1998年7月14日 |        |          |      |      |
| 加藤翔 （Katou Kakeru）         | 1997年5月6日  |        |          |      |      |
| 加藤楓季 （Katou Fuuki）        | 1997年9月21日 |        |          |      |      |
| 北出 流星 （Kitade Ryuusei）    | 1998年7月12日 |        |          |      |      |
| 國村諒河 （Kunimura Ryouuga）   | 1999年6月14日 |        |          |      |      |
| 小島 光理 （Kojima Hikari）     | 1999年8月16日 |        |          |      |      |
| 田口 馨也 （Taguchi Keiya）     | 2003年1月20日 |        |          |      |      |
| 成田 道行 （Narita Michiyuki）  | 1998年5月16日 |        |          |      |      |
| 久門 大起 （Hisakado Taiki）    | 1997年7月31日 |        |          |      |      |
BOYS AND MEN研究生信州 （予定）
BOYS AND MEN研究生靜岡 （予定）
BOYS AND MEN研究生北海道 （予定）
BOYS AND MEN研究生Babies
| 姓名 （念法）                 | 出生年月日     | 出身地 | 加入時期 | 團體 | 備註 |
| ----------------------------- | -------------- | ------ | -------- | ---- | ---- |
| 大曲 空翔 （Oomagari Sorato） | 2007年12月9日  |        |          |      |      |
| 加藤青空 （Katou Sora）       | 2006年11月16日 |        |          |      |      |
| 永遠 （Towa）                 | 2006年8月27日  |        |          |      |      |
| 前田 日彩 （Maeda Hiiro）     | 2009年7月21日  |        |          |      |      |
| 前田 南 （Maeda Minami）      | 2010年1月24日  |        |          |      |      |

## 主要活動年表
2010年
- 4月16日 - 第1回公開徵選會召開[8][87]。5月和6月也各有一回徵選會活動召開。
- 7月-9月 - 名古屋電視台播放自徵選會到團體成立這段時間的記錄片節目『IKEMEN☆NAGOYA』。播放期間也決定了現在的團體名「BOYS AND MEN」。
- 11月4日 - 於SUNSHINE榮試演第一彈音樂劇「STRAIGHT DRIVE!」。官方部落格開張。

2011年
- 1月13日 - 「STRAIGHT DRIVE!」開始公演。自此以後的每星期四為定期公演日。
- 3月29日 - 「STRAIGHT DRIVE!」東京公演。同月31日為大阪公演。
- 6月30日 - 「STRAIGHT DRIVE!」千秋楽。
- 10月6日 - 第二彈舞台劇「WHITE★TIGHTS」開始公演。

2012年
- 2月14日 - 首張單曲「絕讚★不良道」發售。「YanKee5」出道。
- 2月16日 - 「誠」成立發表。
- 4月12日 - 「WHITE★TIGHTS」名古屋公演千秋楽。
- 5月2日-4日 - 「WHITE★TIGHTS」東京公演。
- 6月5日・22日 - 第一彈音樂劇「STRAIGHT DRIVE!」再公演。
- 7月16日 - 開始於名古屋電視塔毎週末舉辦演唱會。
- 7月27日 - 第二張單曲「不變的Story/READY×READY!」發售。「誠」出道。
- 11月11日 - 小林豐以單曲「seven colors☆love/我的世界即將改變」個人CD出道。
- 11月18日 - 第三彈舞台劇「WHITE★TIGHTS II」開始公演。

2013年
- 2月8日-10日 - 「WHITE★TIGHTS II」名古屋公演。10日為千秋樂。
- 5月4日 - 首張迷你專輯「不良★道」發售。
- 5月6日 - 於澀谷WWW舉辦「BOYS AND MEN東京首次單獨演唱會〜Chance for Change〜」。
- 9月1日 - 2期成員候補（即後來的「BOYS AND MEN 研究生」）加入。
- 10月14日・15日 - NO IDEA主演的舞台劇「鍵」公演。
- 10月18日 - 第四彈舞台劇「RETURNER」開始公演[88]。
- 11月5日 - 於Zepp Nagoya舉辦名古屋首場單獨演唱會。
- 12月18日 - 名古屋電視台播出首支冠番組「地方偶像全力報恩!?BOYS AND MEN名古屋激愛宣言!!」。
- 12月23日 - 連續三個月推出新CD第1彈「幸福種子/My Only Christmas Wish」發售。

2014年
- 1月11日 - 「Returner 我們的幕末異傳 完全版」公演開始，13日為千秋楽。連續三個月推出新CD第2彈「RETURNER」發售。
- 2月1日 - 連續三個月推出新CD第3彈「巧克力王子」發售。
- 4月1日-6日 - 舉辦「BOYS AND MEN 2014不同凡響週 at TELEPIA」，上演了包含「WHITE★TIGHTS」再公演等等全9回公演。
- 4月8日 - 中京電視台開始播出首支地上波單獨冠番組「ボイメン☆騎士」。
- 5月10日 - 雙A面單曲「吶喊者/Lovely Monster」發售。
- 7月25日 - 單曲「常夏ALRIGHT!!!」發售。於Zepp Nagoya舉辦單獨演唱會「ボイメン☆騎士 2014夏FES〜這個夏天，得做出最棒的回憶☆〜」。
- 8月1日 - 「BOYS AND MEN LIVE TOUR 2014 常夏ALRIGHT!!!」巡迴演唱會由本日的大阪公演開始揭開序幕。
- 10月6日 - BOYS AND MEN 研究生官方部落格開張。
- 11月12日 - 由人氣投票前5名成員組成的限定團體單曲「Good Job!渾然忘我Man/未完成拼圖。」發售。
- 12月19日 - 「BOYS AND MEN 2014 冬FES」巡迴演唱會由本日的名古屋公演開始揭開序幕。[89]。

2015年
- 2月28日 - 於名古屋市綜合體育館‧日本Gaishi Hole舉辦『「ボイメン騎士 THE FINAL 夢想的一萬人演唱會之重大發表！「我、要畢業了。」』。
- 5月9日 - 全體成員共同演出電影「武士・ROCK」上映[90]。
- 5月12日 - BOYS AND MEN 東京生官方部落格開張。
- 5月27日 - 首張全國出道單曲「ARC of Smile！」發售。
- 7月4日 -  單曲「stand hard! 〜オレらの憧れ竜戦士〜」發售，為東海電視台棒球現場轉播節目「BASEBALL LIVE 2015」主題曲，成員不定時參與現場應援與轉播。
- 7月5日 - 「BOYS AND MEN LIVE TOUR 2015 夏FES」巡迴演唱會由本日的名古屋公演開始揭開序幕。
- 7月31日 - 單曲「お願いよ！Oh Summer！」發售。
- 8月15日 - 位於大須的官方商店「BOYS AND MEN SHOP&CAFE」開幕。
- 9月19日-20日 - 於金山舉辦成立５週年紀念LIVE。
- 12月16日 - 劇團ボイメン活動休止。

2016年
- 1月6日 -  第二張全國單曲「BOYMEN NINJA」發售，為東海電視台節目「忍者ボイメンくん 〜昇龍道で修行でござるよ」主題曲。

## 音樂劇公演

### BOYS AND MEN
- STRAIGHT DRIVE!（ストレートドライブ!）

2010年11月 - 2011年6月、SUNSHINE STUDIO
東京公演：2011年3月29日、アムラックス|アムラックスホール / 大阪公演：2011年3月31日、アムホール
再公演「STRAIGHT DRIVE R」：2012年6月5日・22日
- WHITE★TIGHTS（ホワイト★タイツ）

2011年8月 - 2012年4月、SUNSHINE STUDIO
東京公演：2012年5月2日 - 4日、シアターサンモール
再公演：2014年4月4日 - 6日、テレピアホール
本作品的主要角色「不良少年5人組」演變成後來的YanKee5，也是讓BOYS AND MEN以身著立領制服的不良風格形象開始活動的契機。CBC電台的BOYS AND MEN廣播節目，標題所使用的「第七學園」同樣是由本作而來。
- WHITE★TIGHTS II（ホワイト★タイツII）

2012年11月 - 2013年2月、NDP STUDIO/テレピアホール
再公演：2013年6月14日、中村公園文化プラザ|中村文化小劇場
- RETURNER

2013年10月 - 2014年1月/5月、NDP STUDIO
「Returner 我們的幕末異傳 完全版」：2014年1月11日 - 13日、東建ホール
- WHITE★TIGHTS（ホワイト★タイツ）

2018年2月1日－2018年2月4日、BM THEATER

### 劇團ボイメン
- 夢想是可被實現之物（夢は叶えるもの）

2015年5月 - 、東建ホール

## 作品
※有關小林豐個人之作品，請參考 小林豐#作品

### 單曲
1. 絕讚★不良道（2012年2月14日）
表題曲是YanKee5的樂曲
2. 不變的Story/READY×READY!（2012年7月27日）
「不變的Story」是YanKee5、「READY×READY!」是誠的樂曲
3. グランスピアーのテーマ（2013年12月18日[92]）
東海電視台「黄金鯱伝説グランスピアー」主題曲
4. 幸福種子/My Only Christmas Wish（2013年12月23日）
「幸福種子」是YanKee5、「My Only Christmas Wish」是誠的樂曲
5. RETURNER（2014年1月11日）
6. 巧克力王子（2014年2月1日）
7. 吶喊者/Lovely Monster（2014年5月10日）
「吶喊者」是YanKee5、「Lovely Monster」是誠的樂曲
8. 常夏ALRIGHT!!!（2014年7月25日）
9. Good Job!渾然忘我Man/未完成拼圖。（2014年11月12日）
「Good Job!渾然忘我Man」 - 中京電視台「ボイメン☆騎士」片尾曲
「未完成拼圖。」 - 名古屋電視台日劇「為何東堂院聖也16歲還交不到女朋友？」主題曲
10. Winter JOY
近鉄パッセ「Pass'e バレンタインspecial OFFセール」CM使用曲[93]
11. ボイメン体操
CBC『ゴゴスマ -GO GO!Smile!-』内「ボイメン体操」環節使用曲
CBC『ボイメン体操』使用曲
12. 武士・ROCK（2015年4月4日）
「零」 - 電影「武士・ROCK」主題曲，插曲
「Fanfare」- 電影「武士・ROCK」插曲
「CAUTION!!」- 電影「武士・ROCK」插曲
13. ARC of Smile!（2015年5月27日）
「遊☆戯☆王ARC-V」片尾曲
14. stand hard! 〜オレらの憧れ竜戦士〜（2015年7月4日）
東海電視台『BASEBALL LIVE 2015』主題曲
15. お願いよ！Oh Summer！（2015年7月31日）
16. BOYMEN NINJA（2016年1月6日）
東海電視台『忍者ボイメンくん 〜昇龍道で修行でござるよ』主題曲
17. DESEO
電視劇『キスのカタチ』主題曲
18. Wanna be！（2016年2月3日）
「Wanna be！」 - 名古屋電視台『白鳥麗子でございます!』主題曲
「ツクヨミ」 - 『白鳥麗子でございます!』片尾曲
19. どんとこいやー!
TOKYO MX『キンパチ 〜金曜8時はボイメンと!〜』主題曲
20. Forever and Always
電影『白鳥麗子でございます! THE MOVIE』主題曲
21. With…
電影『白鳥麗子でございます! THE MOVIE』插曲
22. サンバdeバケーション
中京電視『ボイメン2泊3日 ツタエル・トラベル』主題曲
23. YAMATO☆Dancing （2016年8月24日）
電影『BOYS AND MEN 〜One For All, All For One〜』主題曲
24. One For All, All For One
〜夢は叶えるもの〜
電影『BOYS AND MEN 〜One For All, All For One〜』插曲
25. GO!! 世侍塾 GO!!
TBS『COUNT DOWN TV』開場曲
收錄在第四隻專輯『威風堂々〜B.M.C.A.〜』
26. ドラMAX!!! 〜オレらの憧れ竜戦士〜 （2017年4月15日）
第13首單曲「stand hard! 〜オレらの憧れ竜戦士〜」的更新版
東海TV 『DRAGONS LIVE 2017』主題曲
27. 帆を上げろ！ （2017年8月2日）
「マジで航海してます。」主題曲
28. 友ありて・・・ -EP （2017年10月20日）
iTunes上發售
29. 進化理論  （2018年5月9日）
TBS TV 『新幹線変形ロボ シンカリオン』主題曲
30. 炎・天下奪取 (2018年9月12日發售)
「マジで航海してます。Season 2」主題曲
31. 頭の中のフィルム（2019年5月29日）
32. ガッタンゴットンGO!（2019年12月25日）
電影『劇場版新幹線戰士：來自未來的神速ALFA-X』主題曲
33. Oh Yeah（2020年9月9日）

### 專輯
1. 不良★道（2013年5月4日）
2. YANKEE ROAD the BEST（2014年12月23日）
3. Cheer up!（2016年6月1日）
4. 威風堂々〜B.M.C.A.〜（2016年12月14日）
5. 友ありて・・・(2017年12月20日）

### DVD
- WHITE★TIGHTS 東京特別公演（2012年6月30日）
- 男的修行（2013年3月14日）YanKee5
- 未完成（2013年3月21日）田村侑久
- WHITE★TIGHTS II 名古屋公演（2013年6月14日）
- WHITE★TIGHTS II 舞台幕後完全跟拍〜半年間的軌跡〜（2013年7月15日）
- BOYS AND MEN PV COLLECTION（2013年8月18日）
- BOYS AND MEN Special Live 2013.11.05 at Zepp Nagoya（2014年2月22日）
- RETURNER 我們的幕末異傳 完全版（2014年5月2日 / 2015年7月15日）
- BBD!! 與BM和Beach一同Dokidoki!!（2014年7月21日）
- ボイメン體操（2014年8月17日）
- BBD!! Vol.2 與BM和Beach一同Dokidoki!!（2014年8月30日）
- BOYS AND MEN PV COLLECTION 2（2014年9月13日）
- 運動LIVE 激鬪2014（2014年12月23日）
- LIVE!LIVE!LIVE!（2015年2月28日）
- ボイメン體操 2（2015年5月16日）
- 新裝版‧PV COLLECTION 1&2（2015年7月15日）
- 新裝版‧RETURNER 我們的幕末異傳 完全版（2015年7月15日）
- ボイメン體操 3（2015年7月25日）
- BALI BALI YanKee Island -BOYS AND MEN Special DVD 2015 in BALI-（2015年8月14日）
- BOYS AND MEN Second Photo Book SUMMER+SUMMER!! メイキングDVD（2015年9月5日）
- 忍者ボイメンくん 〜昇龍道で修行でござるよ〜其之一（2015年10月）
- 武士・ROCK（2015年11月14日）
- ボイメン☆MAGIC 夏の陣～in 内海～DVD（2015年11月21日）

### 遊戲
- ボイメン 恋 〜ようこそボイメンハウスへ〜

## 出演
※有關小林豐個人之出演，請參考 小林豐#出演

### 綜藝節目・情報推薦節目
固定班底節目
- IKEMEN☆NAGOYA（2010年7月 - 9月、名古屋電視台）
- ana-ana girl's（2010年10月 - 2011年3月、中京電視台）
- （2011年4月 - 、名古屋電視台）水野
- サタメン!!!（2011年4月 - 2012年3月、中京電視台）辻本・土田・勇翔
- 特搜指令!愛知★警察AAA（2012年8月 - 2013年2月、名古屋電視台）小林豊・辻本・本田
- まちバル（2013年4月 - 、スターキャット・ケーブルネットワーク|スターキャットチャンネル）誠
- ビックラコイタ 中京電視台!（2014年3月 - 2015年3月、中京電視台）本田
- ゴゴスマ -GO GO!Smile!-（2014年3月 - 、CBC電視台）小林豊・田村・辻本・吉原・若菜
- ノリで行こう!!（2014年4月 - 、中京電視台）
- 4U（2014年4月 - 2015年3月、中京電視台）本田
- ボイメン☆騎士（2014年4月 - 2015年3月、中京電視台）
- 日曜なもんで!（2014年8月 - 、愛知電視台）
  - 日曜なもんで! 〜千客万来コンシェルジュ〜（2015年7月 - ）
- 特搜指令!愛知★警察MAX（2014年9月6日 - 2015年3月、名古屋電視台）小林豊・田中・田村・辻本・土田・本田
- ボイメン☆MAGIC 〜對你使出夜晚的魔法〜（2015年4月 - 、中京電視台）
- 忍者ボイメンくん 〜昇龍道で修行でござるよ〜（2015年7月 - 、東海電視台）
- ボイメンの愛知きしめん家族（2015年10月 - 11月、愛知電視台）田中・平松・本田

特別節目
- 地方偶像全力報恩!?BOYS AND MEN名古屋激愛宣言!!（2013年12月18日、名古屋電視台）
- ボイメンペダル（2015年3月13日、中京電視台）辻本・本田・吉原[94]
- 某一天，兒子變成了偶像～名古屋人氣團體BOYS AND MEN的真實～（2015年5月28日、中京電視台）田村
- BOYS AND MEN×劇團四季媽媽咪呀！真心想成為日本第一!!〜（2015年5月31日、東海電視台）田村・辻本・本田
- ボイ奈良（2015年11月3日、關西電視台）[95]

### 電視劇
- 中學生日記「朋友帝國〜如果能讀心〜」（2011年6月、NHK教育台）水野
- 往名古屋的最終列車（2012年12月・2014年1月・2015年2月、名古屋電視台）辻本・水野・本田 / 田村 / 小林豊・田村
- 抓住明日的光#第3系列|抓住明日的光 -2013 夏-（2013年7月、東海電視台）小林・田中・水野・勇翔・吉原・若菜
- 黃金鯱傳說グランスピアー（2013年10月 - 12月、東海電視台）辻本（主演）・田中
  - 黃金鯱傳說グランスピアー 第二季（2014年4月 - 7月）辻本（主演）・田中
  - 黃金鯱傳說グランスピアー 新春SP〜邪惡之劍超危機！〜（2015年1月）辻本（主演）・神田・北川・寺坂・野々田
- 各務原唷 擁抱大使吧！（2013年11月、名古屋電視台）土田
- 名古屋電視台電視劇「畢業」（2014年3月、名古屋電視台）水野・勇翔・吉原
- 鐵子的育成法（2014年4月 - 7月、名古屋電視台）水野・勇翔
- 星期五特番SP 名古屋出發！直播連續劇 「喜劇 女兒出嫁之日」（2014年5月、NHK名古屋放送局）田中
- 為何東堂院聖也16歲還交不到女朋友？（2014年10月 - 12月、名古屋電視台）
- 全力離婚相談（2015年1月 - 2月、NHK綜合台）田中
- 奮鬥！不修邊幅男!!! 第6話（2015年2月、10家地方電視台共同制作）田中
- 白金之齡（2015年3月 - 5月、東海電視台）小林豊・田中・水野
- 神秘的兩人（2015年4月 - 6月、名古屋電視台）田中・水野・若菜
- 白鳥麗子でございます!（2016年1月 - 、名古屋電視台）水野・辻本・田中・吉原・田村
- 職場王子（2017年3月、東海電視台）田中・平松・水野
- 犯罪症候群（2017年、東海電視台・WOWOW）辻本・平松・水野（第一季）/ 小林豊（第二季）
- 幸的寺廟飯 （サチのお寺ごはん）（2017年7月 - 、7家地方電視台共同制作）田村・水野・清水
- 人狼遊戲 迷失的伊甸園 （人狼ゲーム ロストエデン）（2018年1月 - ）平松・吉原・水野
- 痛快TV スカッとジャパン （2018年3月5日 19:57〜20:54 、富士電視台）辻本
- 有家可歸的戀人們 （2018年) 辻本・小林・本田
- 祭戰士 （2018年）全員及祭nine.

### 廣播
- 0時的碎碎念 第2部 BOYS AND MEN的榮第七學園男組（2012年4月 - 2014年3月、CBC廣播）YanKee5
- BOYS AND MEN 榮第七學園男組（2014年3月 - 、CBC廣播）
- ボイメン的這些不得不知（2014年4月 - 、FM愛知）
- 酒井直斗・吉原雅斗のしゃかりきコロンブス（2015年1月・2016年1月、CBCラジオ）吉原
- Fortune Radio フォーチュンラジオ（2015年8月 - 、エフエム豊橋）
- TOKYO BOYMEN CITY（2016年9月[125] - 、TBS廣播）
- 誠和拓海在晚餐後 （誠と拓海はディナーのあとで）（2017年4月 - 、CBCラジオ）土田
- ボイメン☆KANSAI（2017年5月 - 、廣播大阪）

#### 廣播劇
- 青春冒險劇「在夜叉叉池發現的生命」（2015年3月、NHK-FM放送）田中（主演）

### 網路節目

#### 網路劇
- 學園的幸運草（2013年6月）小林豊・田中・誠
- キスのカタチ 11 VARIATIONS OF LOVE （2016年）

#### 綜藝節目
- ボイメン★頻道（2013年 - 2015年、niconico頻道）
- 男子道（2013年10月 - 2014年8月、名古屋電視台PLUS）
- ボイメンSTYLE （2014年9月 - 、名古屋電視台PLUS）
- ボイメン☆騎士
- ボイメン☆MAGIC 〜夜の魔法をキミに〜
- ボイボイ無限大 (2018年3月 －）

### 電影
- 託生君系列5 那片、放晴的青空（2011年）水野
- 我們的高原飯店（2013年）本田
- A.F.O 〜All for one〜（2014年）
- gift (2014年版電影)（2014年）水野
- KUREVANI、愛的隧道（2015年）水野
- 武士・ROCK（2015年）
- 我要復仇 （2016年）
- 白鳥麗子でございます! THE MOVIE（2016年）小林豊・田中・田村・辻本・水野・吉原
- クハナ!（2016年）平松
- BOYS AND MEN 〜One for All, All for One〜（2017年4月26日）全員－水野・田中・田村・辻本・小林・本田・平松・勇翔・土田・吉原
- 雙生薄荷 （ダブルミンツ）（2017年）田中
- 黑豹 （2018年）本田聲演
- 棘の中にある奇跡～笠間の栗の木下家～ （2018年）勇翔・土田
- 瞬間の流レ星 (2018年）勇翔
- ゼニガタ (2018年）田中・吉原・土田
- 人狼遊戲 迷失的伊甸園電影版 （2018年）平松・吉原・水野

### 舞台
- 鍵（2013年10月）田中・田村
- 東京奇人博覽會（2014年4月）YanKee5
- 夢想是可被實現之物（2015年5月）劇団ボイメン・北川・寺坂
- 夢幻不条理劇「蜘の糸」（2015年10月）勇翔

### 廣告
- 全國高中棒球選手權大會愛知大會2013 DVD（2013年）
- ヒマラヤ（2013年 - ）
- 花王「バブ 爽快シャワー」（2014年）小林豊・水野
- 名古屋電視台夏日祭典in 中部國際機場‧新特麗亞（2014年）
- 近鐵百貨公司名古屋店（2015年）

### 音樂MV
- D☆DATE「DAY BY DAY」（2011年）勇翔
- AKB48「戀愛占卜餅乾」/ AKB48官方音樂MV（2013年）
  - 「CBC廣播個人Ver.」YanKee5
  - 「SUNSHINE SAKAE Ver.」佐伯・土田・本田・勇翔・若菜

### 其他
- 24小時電視 「愛心救地球」（2011年）辻本・土田・勇翔
- 名古屋競輪場 活動大使（2011年 - 2012年）
- 名古屋電視塔 形象宣傳大使（2012年 - ）誠
- 愛知地區安全大使（2013年）
- 名古屋美食博覽會 特別大使（2013年・2014年）
- 迪士尼・演唱會！ 米奇的THE魔術秀（2014年）吉川（日本公演主持人）
- 中京電視台 45周年形象大使（2014年）本田
- 24小時電視「歌聲蒐集隊」（2014年）
- 迪士尼‧演唱會！　尋找米奇＆米妮的星星！（2015年）吉川（日本公演主持人）
- 愛知縣警察廣報大使（2015年）

### 大型活動
- 氣志團萬博第一天 （2017年）
- 札幌COLLECTION (2018年4月28日）
- niconico超會議第二天（2018年4月29日）

## 書籍
- BOYS AND MEN OFFICIAL FAN BOOK（2013年8月24日、角川雜誌）

### 寫真集
- Ambitious No.8（2011年5月20日）木村海・小林豊・平野・福澤・水野
- BBD!! 與BM和Beach一同Dash!!（2014年7月21日）
- BBD!! TRAVEL 與BM和Beach一同Dash!!（2014年8月30日）
- CanCam 電子寫真集 (2018年2月23日）
個人及團體

1. COLOR-01 "GOLD" 水野勝
2. COLOR-02 "SILVER" 田中俊介
3. COLOR-03 "BLUE" 田村侑久
4. COLOR-04 "RED" 辻本達規
5. COLOR-05 "LIME GREEN" 小林豐
6. COLOR-06 "PINK" 本田剛文
7. COLOR-07 "WHITE/NAVY" 勇翔
8. COLOR-08 "YELLOW" 平松賢人
9. COLOR-09 "PURPLE" 土田拓海
10. COLOR-10 "GREEN" 吉原雅斗
11. ボイメンX

- CanCam 電子寫真集實體化 (2018年4月22日）
個人及團體

1. COLOR-01 "GOLD" 水野勝
2. COLOR-02 "SILVER" 田中俊介
3. COLOR-03 "BLUE" 田村侑久
4. COLOR-04 "RED" 辻本達規
5. COLOR-05 "LIME GREEN" 小林豐
6. COLOR-06 "PINK" 本田剛文
7. COLOR-07 "WHITE/NAVY" 勇翔
8. COLOR-08 "YELLOW" 平松賢人
9. COLOR-09 "PURPLE" 土田拓海
10. COLOR-10 "GREEN" 吉原雅斗
11. ボイメンX

### 雜誌連載
- 月刊KELLy「月刊BOY MEN通信」（2012年4月 - GAIN）
- 東海WALKER（角川雜誌）
  - 「BOYS AND MEN的新拉麵食記」（2013年4月 - 2014年3月）
  - 「跟拍 ボイメン☆騎士」（2014年4月 - 2015年2月）
- PIA×starcat「誠的MAKOTO」（2014年3月 - 、PIA）
- TV LIFE 愛知・三重・岐阜版「BMW ボイメン週」（2014年4月 - 2015年3月、学研パブリッシング）

### 報紙連載
- 中日運動報「Weekly娛樂「要不要來和ボイメン妄想約會？」（2014年3月 - 2015年4月、中日報社）

## 人氣投票
BOYS AND MEN從成立初期起就陸續舉辦過不少網路投票或舞台公演投票，投票結果會反映在活動出席權與舞台演出權上頭。
2013年1月上演的舞台「WHITE★TIGHTS II」，原預計安排人氣票選前三名的成員組成新團體，然而因2月15日的開票結果（參考下表）有兩位第3名，故最終僅安排第1名（田村）與第2名（田中）的成員組成雙人團體。該次投票結果僅發表至前7名。
2014年作為固定節目『ボイメン☆騎士』的連動企劃，以同年7月25日發售的單曲「常夏ALRIGHT!!!」中附的投票券進行了第二回人氣投票。投票對象為YanKee5與誠合計共11名成員。投票期間為2014年7月25日至9月5日。前五名的「特別成員」將獲得媒體出演機會與新CD的發售。在經歷了數次的中繼發表後，於9月23日播出的『ボイメン☆騎士』進行最終結果發表，隔天24日也於官方部落格公開最終排名結果。
| 順位   | 姓名     | 2013年 順位 |
| ------ | -------- | ----------- |
| 第1名  | 田村侑久 | 第1名       |
| 第2名  | 小林豊   | 第5名       |
| 第3名  | 田中俊介 | 第2名       |
| 第4名  | 本田剛文 | 第3名       |
| 第5名  | 水野勝   | 第3名       |
| 第6名  | 若菜太喜 | -           |
| 第7名  | 吉原雅斗 | -           |
| 第8名  | 辻本達規 | 第6名       |
| 第9名  | 土田拓海 | 第7名       |
| 第10名 | 平松賢人 | -           |
| 第11名 | 勇翔     | -           |

2016年
研究生・研究生東京的14名成員為對象所實施的「BOYS AND MEN研究生人氣投票」。前五名成員能夠演唱12月以研究生名義發表的全國販售單曲的主打歌「咚咚鏘 Don't worry」，此次投票為巡迴live『夏巡迴 2016 BASSHAN!!!』中的觀眾參與,故巡迴途中也有中間發表名次。
9月19日在名古屋電視塔的活動中發表前五名的選拔成員，20日於官方網站發表綜合結果。
| 名次                   | 姓名             | 所屬   |
| ---------------------- | ---------------- | ------ |
| 第1名                  | 寺坂賴我         | 研究生 |
| 第2名                  | 野野田奏         | 研究生 |
| 第3名                  | 清水天規         | 研究生 |
| 第4名                  | 中原聡太         | 研究生 |
| 第5名                  | 松岡拳紀介       | 東京   |
| 以上五名為單曲選拔成員 |                  |        |
| 第6名                  | 神田陸人         | 研究生 |
| 第7名                  | 横山統威         | 東京   |
| 第8名                  | 北川せつら       | 研究生 |
| 第9名                  | 高崎壽希也       | 研究生 |
| 第10名                 | 佐藤匠           | 東京   |
| 第11名                 | 米谷恭輔三隅一輝 | 研究生 |
| 第13名                 | 松尾青龍         | 研究生 |
| 第14名                 | 浦上拓也         | 東京   |

所屬欄的「研究生」為BOYS AND MEN研究生、「東京」為BOYS AND MEN研究生東京。

## 備註
1. ↑  高橋真梨子ヘンリーバンド、熱帯JAZZ楽団などに参加するサックス奏者[63]。
2. ↑  祭nine.中代表色為綠色。
3. ↑  東海地方在住でなく、東京在住でもないため[70]。
4. ↑  インペリアルレコード。
5. ↑  インペリアルレコード。
6. ↑  松岡・横山以外的4名成員的介紹於2016年4月消除。

## 外部連結
- （日語）NAGOYA DREAM PROJECT官方網站*（日語）FORTUNE ENTERTAINMENT INC.官方網站（页面存档备份，存于）
- （日語）BOYS AND MEN官方網站（页面存档备份，存于）
- （日語）BOYS AND MEN官方推特（页面存档备份，存于）
- （日語）BOYS AND MEN官方臉書（页面存档备份，存于）
- （日語）BOYS AND MEN一期生官方AMEBA部落格（成員共用）（页面存档备份，存于）
- （日語）小林豊個人AMEBA部落格（页面存档备份，存于）
- （日語）BOYS AND MEN研究生官方AMEBA部落格（成員共用）（页面存档备份，存于）
- （日語）BOYS AND MEN東京生官方AMEBA部落格（成員共用）（页面存档备份，存于）